# Burg Hiroshima
Die Burg Hiroshima (japanisch 広島城, Hiroshima-jō), manchmal Karpfenburg (鯉城, rijō) genannt, ist eine Burg in Hiroshima in Japan. Sie war Sitz einiger Daimyō (Feudalherren) des Han (Lehen) von Hiroshima. Die ursprünglich in den 1590ern errichtete Burg wurde durch den Atombombenabwurf 1945 zerstört. Der 1958 errichtete Nachbau dient heute als Museum für die Geschichte Hiroshimas vor dem Zweiten Weltkrieg.

## Geschichte

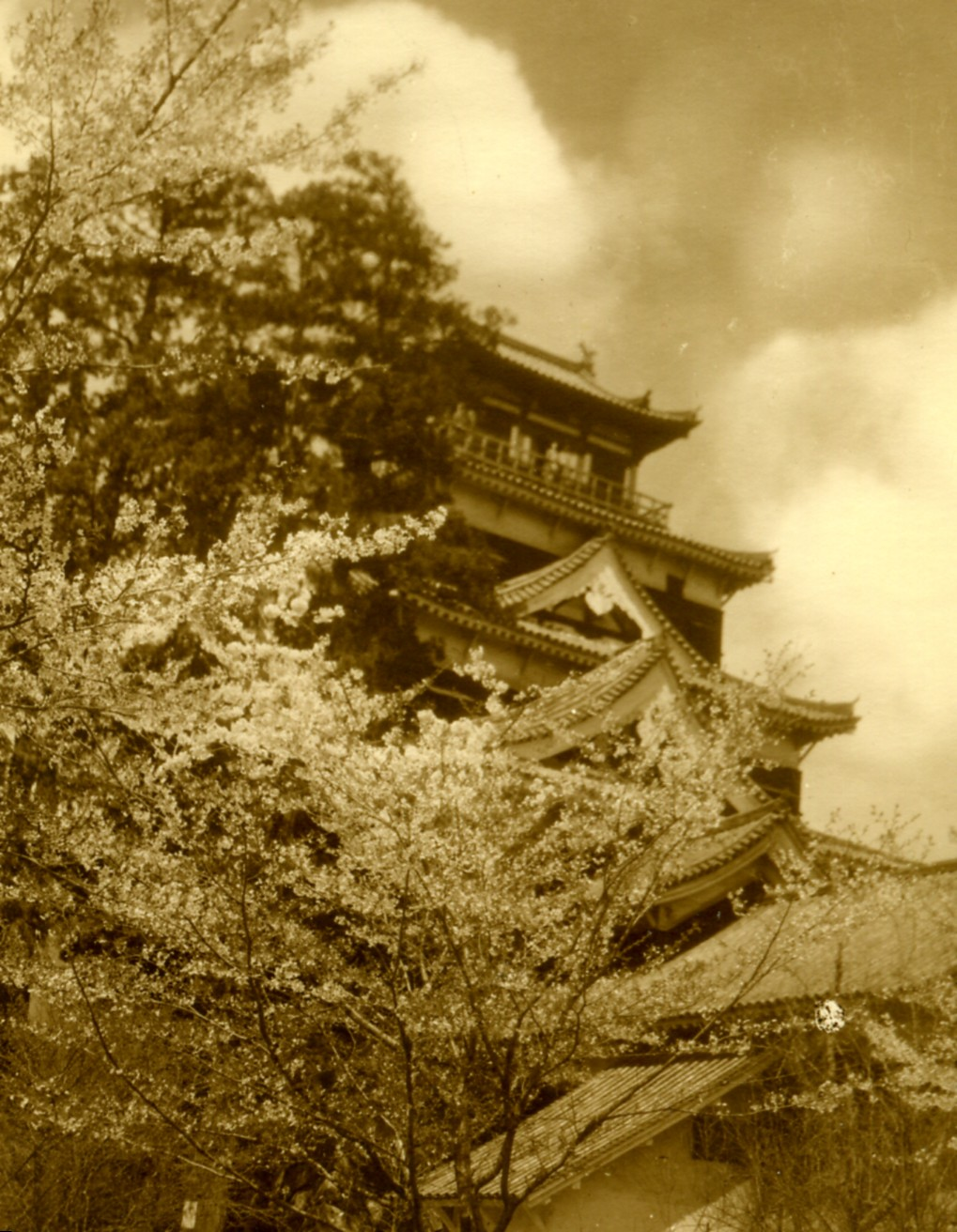
Tenshu (Hauptturm) vor der Zerstörung 1945

Mōri Terumoto, einer aus Toyotomi Hideyoshis Rat der Fünf Regenten, legte den Grundstein zum Bau der Burg Hiroshima 1589 im Otagawa-Delta. Zu jener Zeit gab es die Stadt Hiroshima noch nicht und das Gebiet wurde Gokamura, fünf Siedlungen, genannt. Ab 1591 regierte Mōri neun Provinzen von der Burg aus, einschließlich großer Teile der heutigen Präfekturen Shimane, Yamaguchi, Tottori, Okayama und Hiroshima.
Als mit dem Bau der Burg begonnen wurde, wurde Gokamura in Hiroshima umbenannt, da ein eindrucksvollerer Name erforderlich schien. Hiro stammt von Ōe no Hiromoto, einem Vorfahr der Mōri-Familie, und Shima von Fukushima Motonaga, der Mōri Terumoto bei der Wahl des Standorts für die Burg geholfen hatte. Anderen Schilderungen zufolge leitet sich der Name Hiroshima, der wörtlich übersetzt „weite Insel“ bedeutet, von der Existenz zahlreicher großer Inseln im nahe gelegenen Otagawa-Delta ab.
In der Schlacht von Sekigahara 1600 wurde Mōri aus der Burg vertrieben und zog sich nach Hagi in der heutigen Präfektur Yamaguchi zurück. Fukushima Masanori wurde neuer Feudalherr der Provinzen Aki und Bingo, welche die heutige Präfektur Hiroshima und die Burg umfassten. Um Macht und Einfluss der Daimyō zu beschränken und aus Angst, von ihnen gestürzt zu werden, ließ das neue Tokugawa-Shōgunat Bauarbeiten an Burgen nur mit Genehmigung von Edo zu. Als Fukushima die Burg nach einer Überflutung 1619 reparierten ließ, wurde er von Asano Nagaakira abgelöst und nach Kawanakajima in der heutigen Präfektur Nagano verbannt.
Von 1619 bis zum Ende des Feudalsystems während der Meiji-Restauration 1869 kontrollierte der Asano-Klan, der das obenstehende Familienzeichen, zwei gekreuzte Falkenfedern, führte, die Provinzen Aki und Bingo.
Nach der Meiji-Restauration diente die Burg als militärische Einrichtung und während des Ersten Japanisch-Chinesischen Kriegs 1894 bis 1895 bezog der Kaiserliche Generalstab dort Stellung. Die Fundamente einiger Außengebäude im Umkreis weniger hundert Meter um den Hauptturm der Burg existieren noch heute.
Die Burg wurde durch den Atombombenabwurf am 6. August 1945 zerstört. Die überwiegend aus Beton gebaute Rekonstruktion des Turms wurde 1958 fertiggestellt.
Heute ist in der Burg ein Museum zur Geschichte Hiroshimas vor dem Zweiten Weltkrieg eingerichtet.

## Daimyō von Hiroshima
Die Jahreszahlen geben an, wann der Feudalherr die Burg Hiroshima bewohnte, nicht wann er gelebt hat. Alle Feudalherren nach Asano Nagaakira konnten sich ebenfalls an einem Reiseinkommen von 426.500 koku erfreuen.
1. Mōri Terumoto (1591–1600), 1.120.000 koku
2. Fukushima Masanori (1600–1619), 498.223 koku
3. Asano Nagaakira (1619–1632), 426.500 koku
4. Asano Mitsuakira (1632–1672)
5. Asano Tsunaakira (1672–1673)
6. Asano Tsunanaga (1673–1708)
7. Asano Yoshinaga (1708–1752)
8. Asano Munetsune (1752–1763)
9. Asano Shigeakira (1763–1799)
10. Asano Narikata (1799–1830)
11. Asano Naritaka (1831–1858)
12. Asano Yoshiteru (1858)
13. Asano Nagamichi (1858–1869)
14. Asano Nagakoto (1869)

## Baubeschreibung

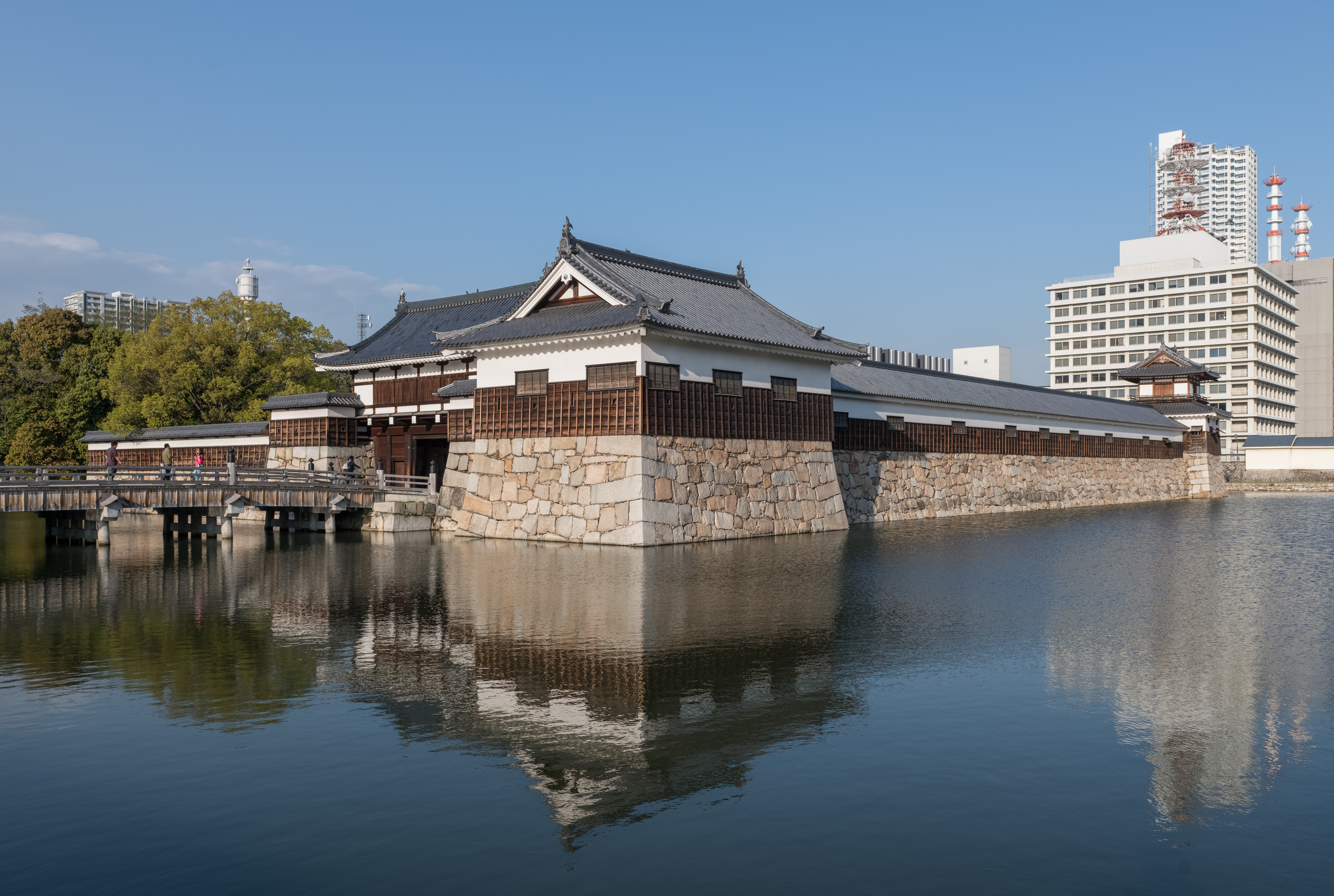
Teil des wiederaufgebauten Ninomaru

Die Burg war ursprünglich aus Holz, überwiegend Kiefer, gebaut, mit Flügeln zur Ost- und zur Südseite. Sie wurde irgendwann zwischen 1592 und 1599 fertiggestellt und 1931 zum Nationalschatz ernannt. Die heutige Burg weist nur noch den Hauptturm (Tenshu) auf, der hauptsächlich aus Stahlbeton gebaut wurde. Mit seinen fünf Stockwerken hat er eine Höhe von 26,6 Metern oberhalb des Steinsockels, der seinerseits 12,4 Meter aus dem Boden ragt. In den letzten Jahren wurde ein Tor und ein Turm (Yagura) der Zwingermauer (Ninomaru) originalgetreu aus Holz rekonstruiert.
Burg Hiroshima ist ein gutes Beispiel einer Niederungsburg. Neben dem Fluss Otagawa (heute Hongawa), der eine natürliche Barriere im Westen darstellte, verfügte die Burg einst über drei konzentrische Burggräben. Die beiden äußeren Burggräben wurden im späten 19. und frühen 20. Jahrhundert zugeschüttet und weite Teile des Gebiets, das sich einst innerhalb der Burganlage befand, wurde durch die Errichtung von Häusern, Schulen, Bürogebäuden und Geschäften zu modernem Stadtgebiet. Einige Nebengebäude und Türme der Burg wurden nach ihrer Zerstörung 1945 innerhalb des innersten Burggrabens wiederaufgebaut, so auch ein Shintō-Schrein, der Hiroshima Gokoku-Schrein, im Jahre 1965.
Ebenfalls innerhalb des Honmaru befindet sich ein Betonbunker, in dem nach dem Atombombenabwurf die erste Radiosendung aus Hiroshima stattfand.